# Megasporofyl

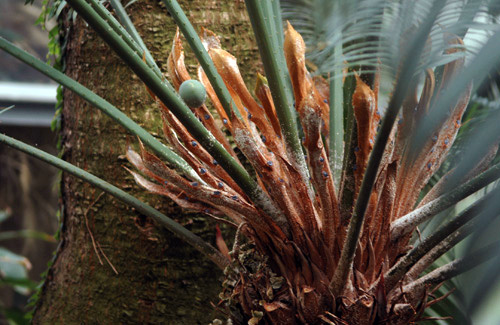
1) Volné megasporofyly se semenem, neoplodněnými vajíčky (malé modré kuličky) a sterilním koncovým zbytkem listu jsou u cykasu indického zcela volné a spirálovitě uspořádané.

Megasporofyl (syn. makrosporofyl, en: macrosporophyll) je přetvořený list nesoucí semena například u cykasů. Tyto upravené listy nesou každý dvě nebo více semen. U většiny cykasů vytvářejí megasporofyly samičí šištice.
Megasporofyly u cykasů jsou:
1. Volně - zcela volnou podobu plodolistů mají megasporofyly u většiny čeledi Cycadaceae (rod Cycas) - viz úvodní foto
2. Hlávka - megasporofyly volné a nahlučené do hlávky (pseudošištice u části čeledi Cycadaceae - rod Cycas, např. Cycas revoluta viz foto dole)
3. Šištice - všechny ostatní čeledi cykasů

Naopak samčí šištice se skládají z mikrosporofylů.

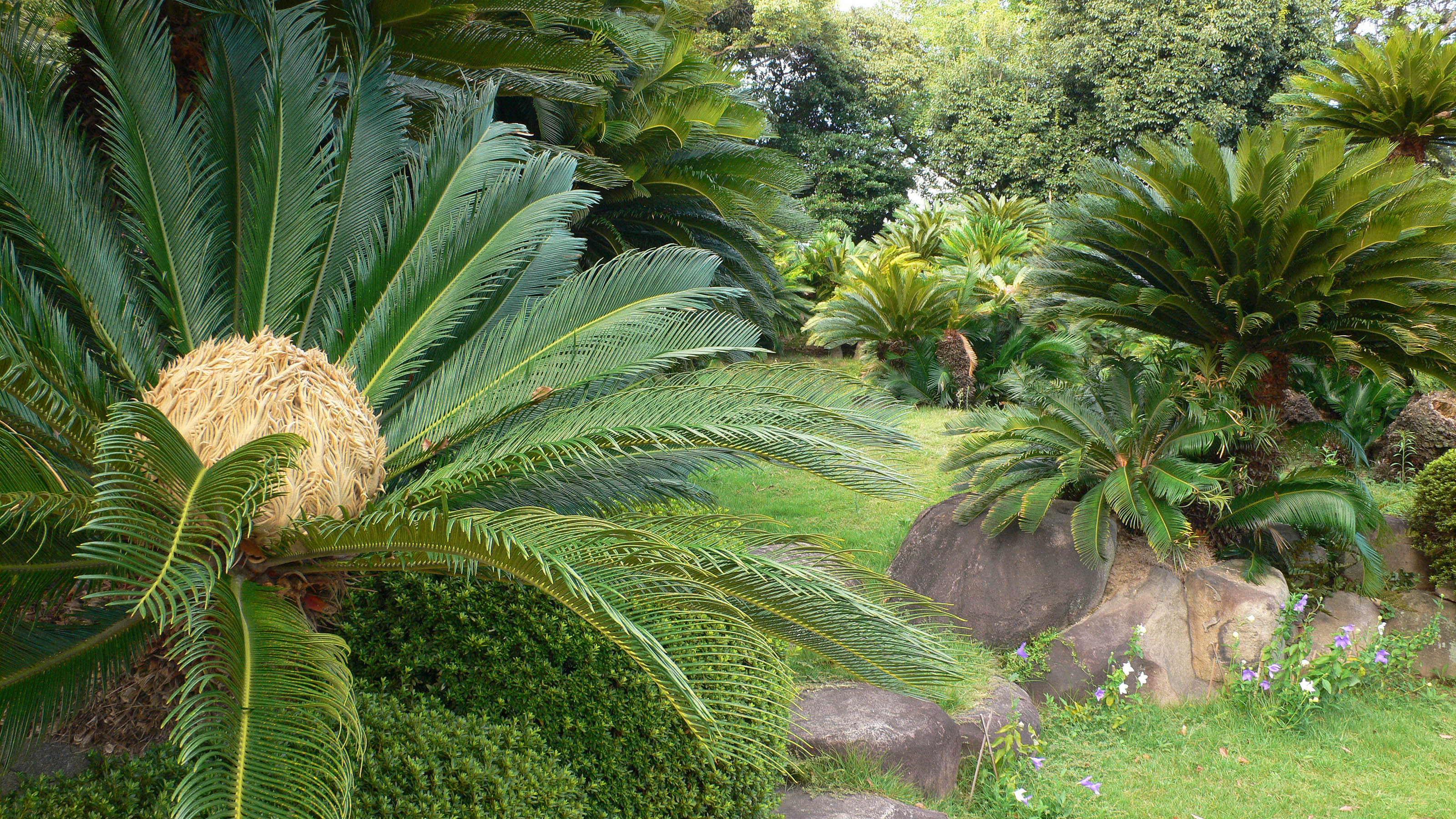
2) Hlávka samičí pseudošištice s megasporofyly u cykasu japonského (Cycas revoluta)

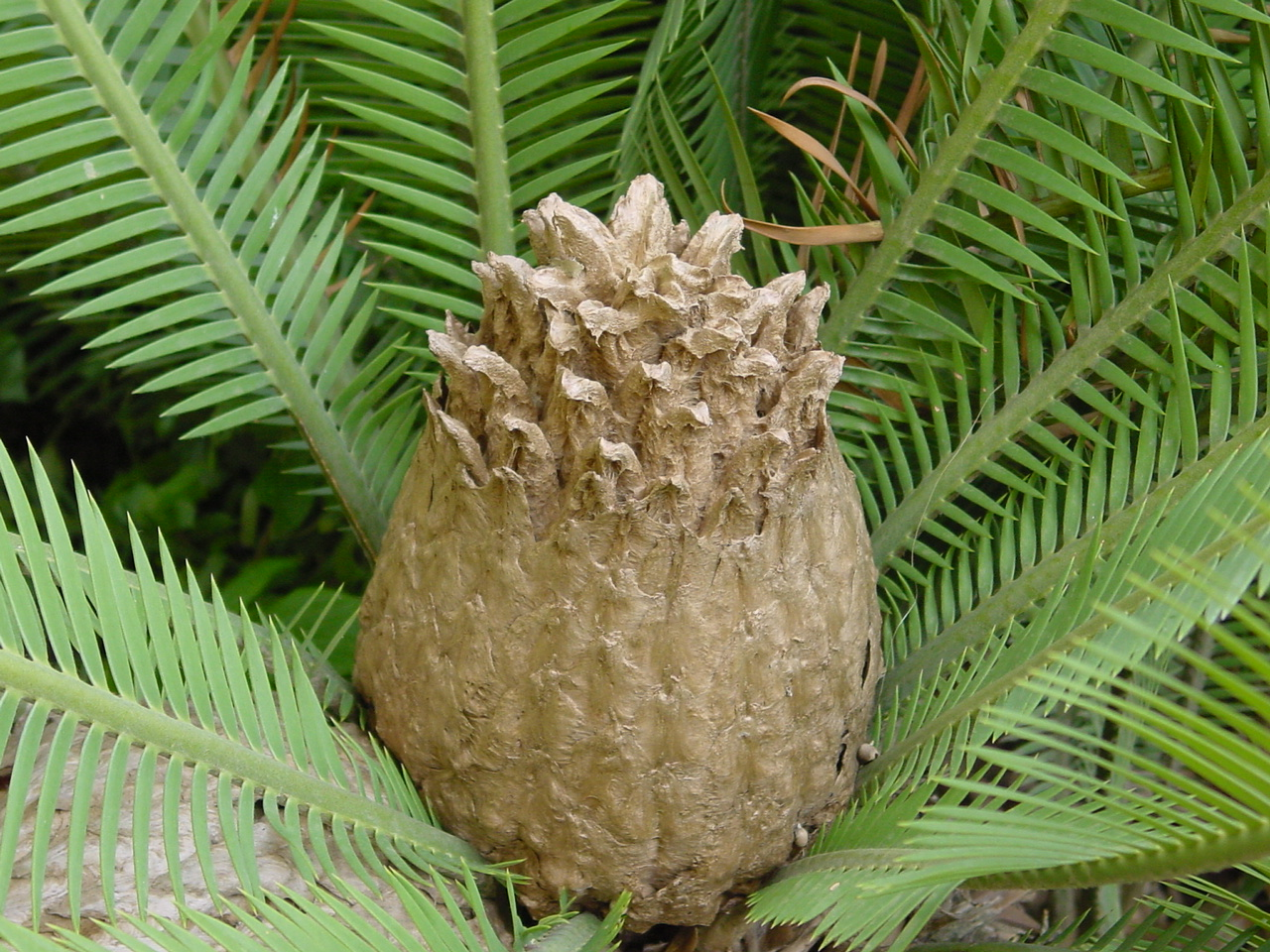
3) Samičí šištice diónu jedlého